# Merosargus opaliger
Merosargus opaliger är en tvåvingeart som beskrevs av Lindner 1931. Merosargus opaliger ingår i släktet Merosargus och familjen vapenflugor. Inga underarter finns listade i Catalogue of Life.